# 9-BBN
9-BBN とは、有機合成化学において用いられる試剤のひとつ。IUPAC命名法による正式名称は 9-ボラビシクロ[3.3.1]ノナン (9-borabicyclo[3.3.1]nonane) 。ボランの誘導体としてアルケンのヒドロホウ素化反応に用いられる。一般に「ナインビービーエヌ」と読まれる。
9-BBN は 1,5-シクロオクタジエンへのボランの付加反応により得られる。ボランをジメチルスルフィド錯体 (H3B•S(CH3)2) の形で用い、ジメトキシエタン (DME) を溶媒とする手法がハーバート・C・ブラウンらにより報告されている。またボランのテトラヒドロフラン（THF）溶液を用い、THF中で反応させる方法も知られる。
他のボラン誘導体に比べ、9-BBN は純粋な状態でも比較的安定である。その安定性は 9-BBN が B-H-B 架橋による二量体を作ることによる。市販品としては、この固体状態の二量体、または THF溶液の形で入手可能である。
9-BBN によるヒドロホウ素化反応は、一般に非常に高い立体選択性により anti-マルコフニコフ付加体を与える。これは、9-BBN が持つかさ高さのためである。
また、9-BBN 付加体を鈴木・宮浦カップリング反応の基質とし、sp2炭素ハロゲン化物とカップリングさせることもできる。